# Adolf Erik Nordenskjöld
Nils Adolf Erik Nordenskiöld [nordenšjöld] (18. listopadu 1832, Helsinki – 12. srpna 1901, Dalbyö) byl finsko-švédský botanik, geolog, mineralog, kartograf a cestovatel. Pocházel ze švédsko-finského šlechtického rodu. Narodil se na území dnešního Finska, které v té době bylo součástí Ruské říše a z politických důvodů musel emigrovat do Švédska, kde se stal i poslancem parlamentu. V letech 1878–1879 vedl známou expedici Vega, během níž jako první zdolal Severovýchodní cestu a došlo k historicky prvnímu obeplutí Euroasie. Moře Laptěvů bylo původně nazýváno jeho jménem, Nordenskiöldovo moře (мо́ре Норденшельда).